# Michał Morosini
Michał Morosini (XIII wiek) - przedstawiciel jednego z najwybitniejszych weneckich rodów patrycjuszowskich, ojciec Alberta, podesty Treviso i księcia Slawonii, oraz Tomasiny, żony Stefana Pogrobowca.